# Драй-Швестерн

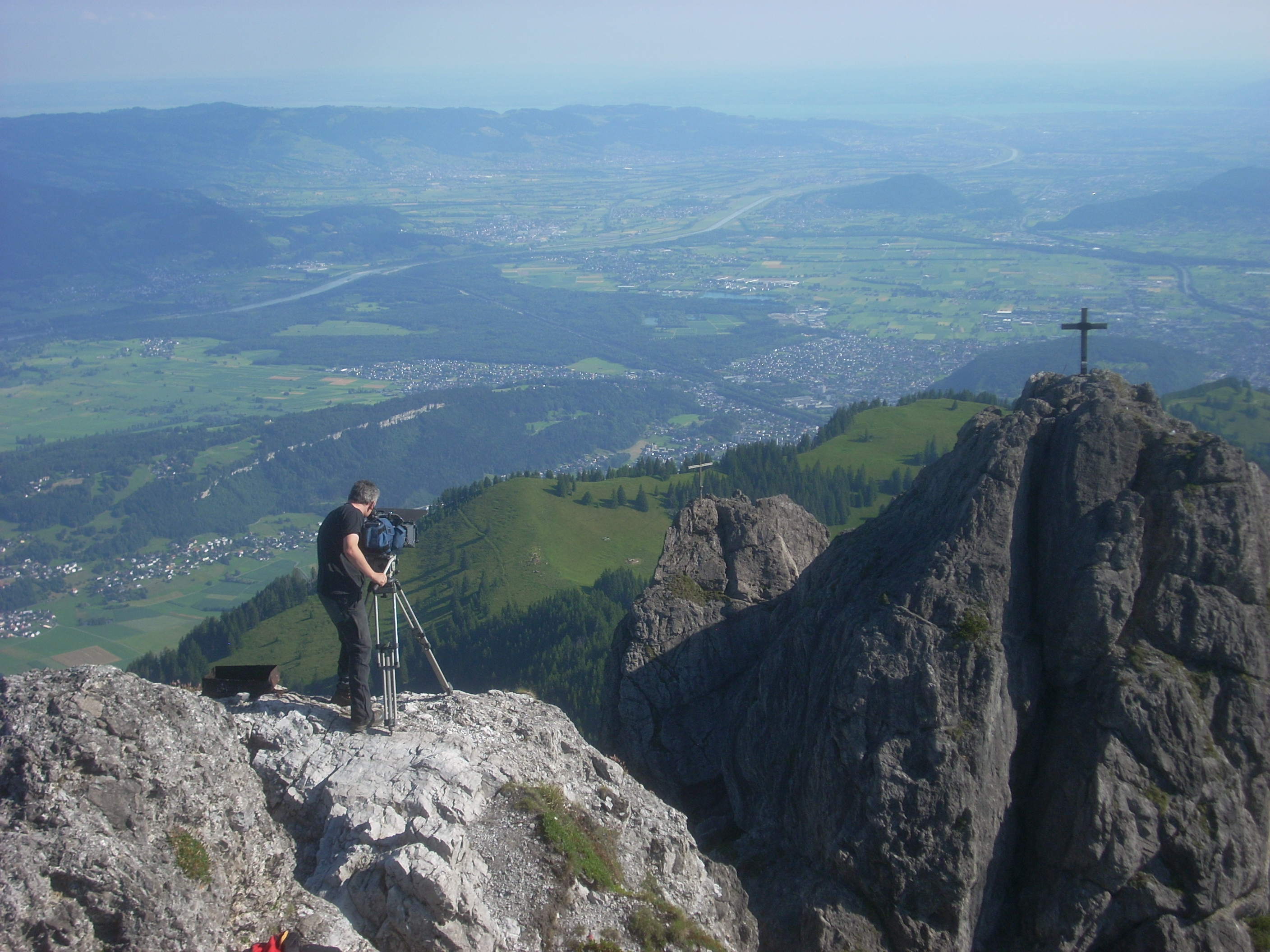

Драй-Швестерн (нем. Drei Schwestern — три сестры) — гора Лихтенштейна с тремя пиками, расположенная на юге коммуны Тризен, являющаяся естественной границей с австрийской федеральной землёй Форарльберг и входит в горную систему Альп. Высота — 2053 метра над уровнем моря.

## Легенда
Своеобразная форма и название горы являются предметом легенды, которая в зависимости от региона рассказывается немного по-разному. Согласно легенде Форарльберга, три сестры из Фрастанца, которые в воскресенье отправились в горы искать ягоды вместо того, чтобы посетить Святую мессу, были в наказание превращены венецианцем в камень. Согласно лихтенштейнскому варианту легенды, сёстры происходили из Шана и были наказаны Девой Марией.

## История
В 1897-98 годах от курхауса в Гафлае (1490 м над уровнем моря) до вершины горы была проложена Драйшвестернская тропа. Предложение об этом поступило от Немецкого и Австрийского альпийского клуба. Первый участок, известный как Фюрстенштайг, ведёт по скальному склону Альпшпитц (1996 м над уровнем моря) и был оплачен князем Иоганном II.